# Preganjanje kristjanov v Severni Koreji
Preganjanje kristjanov v Severni Koreji se dogajala stalno in sistematično. Glede na številne resolucije, ki jih je sprejela Komisija Združenih narodov za človekove pravice, severnokorejska komunistična vlada meni, da so verske dejavnosti politični zločini, ker bi lahko ogrozili kult osebnosti Kima Il-sunga in njegove družine. Delavska stranka Koreje tudi meni, da je vera orodje ameriškega imperializma, severnokorejska država pa s tem argumentom upravičuje svoje dejavnosti.
Leta 2002 je bilo ocenjeno, da je bilo v Severni Koreji 12.000 protestantov in 800 katoličanov, vendar so južnokorejske in mednarodne skupine, povezane s cerkvijo, potrdile precej višje ocene, okrog 406.000 kristjanov.

## Preganjanje
Po podatkih krščanske organizacije Open Doors Severna Koreja kristjane in druge vernike preganja bolj kot katera koli druga država na svetu.
V raziskavi s 117 Severnimi Korejci, ki so bili prizadeti zaradi preganjanja religije in ki jo je izvedla Korejska pobuda za prihodnost, so ugotovili, da so kristjani predstavljali približno 80 % vseh ljudi, ki so bili aretirani v državi.

### Aretacije in zapiranje
Christian Solidarity Worldwide je izjavil, da obstajajo številna poročila o vernih ljudeh, ki so bili poslani v koncentracijska taborišča ter bili podvrženi sistematičnemu mučenju in drugemu nečloveškemu ravnanju zaradi svoje vere. Zaprti naj bi bili tudi družinski člani aretiranih kristjanov, vključno z otroki. Najmlajši od teh zabeleženih pripornikov je bil ob aretaciji star komaj tri leta.
Open Doors ocenjuje, da je v severnokorejskih zaporniških taboriščih zaprtih od 50.000 do 70.000 kristjanov. Po navedbah Korea Future Initiative so kristjani zaprti nesorazmerne številu v primerjavi s Severnimi Korejci drugih ver. 
Glede na poročila severnokorejskih prebežnikov so le-ti podvrženi strožjemu ravnanju, mučenju in daljši zaporni kazni, če severnokorejske oblasti odkrijejo, da so se severnokorejski begunci, ki so bili vrnjeni iz Kitajske, spreobrnili v krščanstvo.

### Množične usmrtitve
Po poročanju AsiaNewsa so bili v času vladanja Kima Il-sunga vsi severnokorejski katoliški duhovniki usmrčeni, verniki, ki se pa niso odrekli veri, pa so bili označeni za »ameriške vohune« in bili prav tako ubiti.

#### Javne usmrtitve
Obstajajo poročila o javnih usmrtitvah kristjanov, pri čemer je en severnokorejski prebežnik poročal, da je bil en kristjan javno usmrčen pred tisočimi ljudmi. Na primer, kristjanka Ri Hyon-ok je bila domnevno javno usmrčena v Ryongchonu 16. junija 2009 zaradi branja Biblije, njen mož in njuni otroci pa so bili deportirani v politično zaporniško taborišče Hoeryong, kjer so bili deležni sistematičnega mučenja.

### Stanje cerkva v državi
V času vladanja Kima Il-sunga so bile v Severni Koreji zaprte in zapuščene vse cerkve in drugi verski objekti, od katerih so jih komunisti tudi veliko porušili. Leta 1988 pa so v Pjongjangu s tujimi donacijami zgradili štiri cerkvene zgradbe: eno katoliško, dve protestantski in eno rusko pravoslavno. Vendar so ti verski objekti odprti le za tujce, severnokorejskim državljanom pa je strogo prepovedano se udeležiti verskih obeleževanj. Storitve se uporabljajo za vnos tuje valute tujih obiskovalcev, vključno z Južnokorejci. Zato je jasno, da so cerkve v Severni Koreji uporabljene izključno v propagandne namene. Prebežniki, ki so pobegnili v Južno Korejo, trdijo, da večina Severnih Korejcev ne ve, da cerkev sploh obstaja.

### Biblija
Poročajo, da je Biblija strogo prepovedana v Severni Koreji in pojavilo se je več incidentov, v katerih so bili kristjani aretirani in usmrčeni zaradi branja in prodaje svetega pisma, medtem ko druga poročila navajajo, da imajo tudi svojo prevedeno Biblijo.
Leta 2014 je bil ameriški državljan Jeffrey Edward Fowle prisilno pridržan, potem ko so severnokorejske oblasti odkrile, da je med počitnicami v državi pozabil Biblijo v javnem stranišču.

## Ugrabitve vernikov
Severnokorejska komunistična vlada je ugrabila več menihov, duhovnikov, patrijarhov in drugih vernikov, ki so se borili proti preganjanju religije. Med drugimi so:
- Hyeon Soo Lim, kanadski patriarh[36]

- Robert Park, ameriški kristjan

- John Short, avstralski duhovnik

- Kenneth Bae

## Odzivi
Preganjanje so obsodile številne različne organizacije in gibanja, vključno z Genocide Watch, SDLP in britansko vlado.